# Asesinato de Grace Millane
Grace Millane (Wickford, Inglaterra; 2 de diciembre de 1996 - Auckland, 2 de diciembre de 2018) era una joven británica que se encontraba en Nueva Zelanda de turismo cuando fue asesinada en la zona de Auckland en diciembre de 2018. Un hombre de 26 años, Jesse Shane Kempson, fue acusado de su asesinato el 8 de diciembre de 2018. El cuerpo de Millane fue encontrado en un área de las cordilleras Waitakere, al oeste de Auckland, un día más tarde, el 9 de diciembre.
El nombre de Kempson fue suprimido por los tribunales neozelandeses hasta 2020, lo que significa que no podía publicarse en Nueva Zelanda; sin embargo, algunos medios de comunicación internacionales optaron por publicarlo en contra de la orden judicial neozelandesa.
Kempson fue juzgado en el Tribunal Superior de Auckland en noviembre de 2019; afirmó que ella había muerto durante relaciones sexuales consentidas. Después de un juicio de tres semanas, fue declarado culpable por un veredicto de culpabilidad unánime y posteriormente condenado a cadena perpetua, sin poder pedir la libertad condicional hasta haber cumplido 17 años de prisión. Kempson presentó un recurso contra su condena, que fue desestimado por el Tribunal de Apelación de Nueva Zelanda el 18 de diciembre de 2020. La orden de supresión fue levantada por el Tribunal Supremo de Nueva Zelanda el 22 de diciembre de 2020. También se reveló que había sido condenado por cargos de violación y abuso sexual relacionados con otras dos mujeres en octubre y noviembre de 2020.

## Antecedentes y desaparición
Grace Millane era de Wickford, ciudad del condado inglés de Essex. Se había graduado recientemente de la Universidad de Lincoln con una licenciatura en publicidad y marketing, y estaba en un viaje de mochilera durante su año sabático.
Millane estaba en una estancia de dos semanas en Nueva Zelanda después de pasar seis semanas en América del Sur. Entró en Nueva Zelanda el 20 de noviembre de 2018 y viajó por la parte superior de la Isla Norte. Llegó a Auckland el 30 de noviembre. A las 21 horas del 1 de diciembre, fue vista en Victoria Street en el distrito central de negocios de Auckland, y 15 minutos más tarde fue vista a través de CCTV en SkyCity. Fue vista por última vez a las 21:41 en el hotel CityLife de Queen Street con Jesse Kempson.

## Investigación
Los padres de Millane comenzaron a preocuparse después de que ella no respondiera a las felicitaciones de cumpleaños que le enviaron el 2 de diciembre de 2018 y la policía comenzó a investigar después de que sus padres denunciaran su desaparición tres días después. El hotel en el que se alojaba informó de que no volvió a su habitación la noche de su desaparición. En un principio, la policía dijo que no había «indicios de juego sucio», pero más tarde reunió pruebas de que «ya no estaba viva». El 8 de diciembre, la policía anunció que estaba tratando el caso como una investigación de homicidio, y posteriormente Kempson fue acusado de su asesinato.
El cuerpo de Millane fue hallado el 9 de diciembre, hacia las 16 horas, junto a Scenic Drive, en las cordilleras Waitakere, a unos 19 km al oeste del centro de Auckland. El 10 de diciembre se realizó la autopsia. El 11 de diciembre se llevaron a cabo nuevas investigaciones en la zona donde se encontró a Millane. La policía solicitó la ayuda del público para encontrar una pala que creían que estaba relacionada con la investigación. El 13 de diciembre se encontró una pala que se ajustaba a la descripción policial. La policía también solicitó ayuda pública para rastrear los movimientos de un coche de alquiler que Kempson alquiló entre el 2 y el 3 de diciembre. El coche se había vuelto a alquilar posteriormente y fue localizado el 8 de diciembre en Taupo, 275 km al sur de Auckland.

### Arresto
Kempson, de 26 años, fue detenido el 8 de diciembre a las 15 horas. Se había alojado en el hotel CityLife, en el centro de Auckland. Kempson compareció ante el Tribunal de Distrito de Auckland el 10 de diciembre de 2018, acusado de asesinar a Millane.
Kempson nació y creció en la región de Wellington. Después de que sus padres se separaran cuando tenía nueve años, fue criado por su padre y su abuelo. Su madre se trasladó al extranjero, mientras que su padre se volvió a casar y tuvo una familia adoptiva. En el Aotea College, Kempson jugó al sóftbol a nivel de representante regional en varios equipos. Trabajó como camarero y constructor y también vivió en Sídney (Australia) entre 2013 y 2016. Se encontraba distanciado de su familia. Su abuelo paterno alegó que había sido padre de un niño mientras vivía en Sídney, pero otros familiares lo niegan. Sus antecedentes delictivos se limitaban a una condena por conducir ebrio y algunas detenciones por alteración del orden público relacionada con el alcohol.

#### Supresión del nombre del sospechoso de informes
Durante la comparecencia inicial, se denegó a Kempson la supresión del nombre, pero la defensa recurrió la decisión, lo que activó automáticamente la supresión provisional del nombre durante un periodo de 20 días laborables. La orden de supresión no podía ejecutarse contra medios de comunicación de fuera de Nueva Zelanda, y varios medios, en particular del Reino Unido, optaron por publicar el nombre de Kempson. Google incluyó el nombre de Kempson en un correo electrónico que envió a los suscriptores de su boletín sobre trending topics en Nueva Zelanda, en el que afirmaba que se habían realizado 100 000 búsquedas de ese nombre en el país. El entonces ministro de Justicia, Andrew Little, y el Colegio de Abogados de Nueva Zelanda criticaron a los medios extranjeros, afirmando que la publicación del nombre de Kempson ponía en peligro su derecho a un juicio justo.
Kempson quedó en prisión preventiva y compareció ante el Tribunal Superior de Auckland el 16 de enero de 2019, donde se declaró inocente. Su identidad permaneció suprimida a la espera de una apelación. La apelación se escuchó en el Tribunal Superior el 7 de febrero; el juez reservó su decisión, lo que significa que la orden permaneció en vigor hasta que se dio a conocer la decisión. La policía neozelandesa investigó una serie de presuntos incumplimientos de la orden de supresión del nombre. 
En febrero de 2020, un empresario de Auckland, Leo Molloy, fue procesado por dicho incumplimiento. Tras declararse inicialmente inocente, Molloy cambió su declaración a culpable en junio de 2020. En abril de 2021, fue condenado a 350 horas de servicios comunitarios y a pagar una multa de 15 000 dólares neozelandeses. En agosto de ese mismo año, Molloy apeló sin éxito su condena y sentencia.
Kempson fue identificado formalmente el 22 de diciembre de 2020, después de que el Tribunal Supremo de Nueva Zelanda rechazara su apelación para continuar con la supresión del nombre. También se reveló que Kempson había sido condenado por nueve cargos totales de violación, violación sexual, amenaza de muerte y agresión en dos juicios por violencia sexual ante un juez en octubre y noviembre de 2020 que eran independientes del caso Millane.

## Reacciones
La muerte de Millane generó una reacción sin precedentes por parte de la opinión pública neozelandesa. La primera ministra Jacinda Ardern pidió disculpas públicamente a la familia de Millane el 10 de diciembre, diciendo «en nombre de Nueva Zelanda, quiero pedir disculpas. Su hija debería haber estado a salvo aquí, y no lo estuvo».
La Universidad de Lincoln, donde estudiaba Millane, declaró que su comunidad estaba «profundamente entristecida» por su muerte.
La Sky Tower y el Harbour Bridge de Auckland se iluminaron con un lazo blanco del 10 al 13 de diciembre para conmemorar su muerte. Los días 11 y 12 de diciembre se celebraron vigilias con velas en varios lugares de Nueva Zelanda.
Los periodistas Alison Mau y Paul Little criticaron la cobertura mediática como un ejemplo del síndrome de la mujer blanca desaparecida, en el que se presta significativamente más atención mediática a las mujeres «típicamente blancas, convencionalmente atractivas» de clase media que son representadas como «inocentes» y «angelicales». El 10 de enero de 2019, cientos de personas acudieron al funeral de Millane en la catedral de Brentwood, en Essex.
En noviembre de 2019, el locutor de Radio New Zealand Colin Peacock criticó la conducta de algunos medios de comunicación extranjeros tanto en el juicio por asesinato de Grace Millane como en el juicio concurrente por asesinato de Amber-Rose Rush, argumentando que sus infracciones de las órdenes de supresión de nombres de Nueva Zelanda amenazaban los derechos a un juicio justo para los acusados. Por su parte, el Otago Daily Times editorializó que el caso Millane ponía de manifiesto que, estadísticamente, en Nueva Zelanda las mujeres tenían más probabilidades de ser víctimas de delitos violentos que los hombres. A finales de febrero de 2020, Sian Norris, de The Guardian, calificó de «grotesca culpabilización de las víctimas» el uso del «sexo duro» como defensa en un asesinato.
Tras la muerte de Millane, su madre, Gillian Millane, y su prima, Hannah O'Callaghan, fundaron la organización benéfica Love Grace para ayudar a las mujeres afectadas por la violencia doméstica. La organización recoge bolsos y los llena de artículos de aseo para las víctimas de malos tratos. En diciembre de 2023, habían donado 15 600 bolsos en el Reino Unido e internacionalmente. La organización benéfica también recauda fondos para la Campaña del Lazo Blanco. En las distinciones británicas de Año Nuevo de 2024, tanto Gillian Millane como Hannah O'Callaghan fueron nombradas Oficiales de la Orden del Imperio Británico, por sus servicios a la recaudación de fondos benéficos y la lucha contra la violencia contra las mujeres.

## Juicio y apelaciones
El juicio comenzó el 4 de noviembre de 2019 con la selección del jurado. Kempson reafirmó su declaración de inocencia anterior, y se espera que los procedimientos duren cinco semanas. La fiscalía dirigida por el abogado de la Corona Brian Dickey argumentó que Kempson había estrangulado a Millane hasta la muerte después de una cita de Tinder. La Corona también declaró que, tras matarla, Kempson realizó varias búsquedas en Internet sobre cómo deshacerse de cadáveres, además de ver pornografía. Dickey también dijo que Kempson se deshizo con calma y crueldad del cadáver de Millane y de otras pruebas, y que luego creó un «laberinto de historias y mentiras» para cubrir sus huellas.
Tres testigos femeninas, a las que Kempson también había conocido a través de Tinder, declararon que le gustaba el sexo masoquista y bondage, incluida la asfixia erótica. La Corona también presentó imágenes de cámaras de seguridad de Kempson y Millane, incluido el alquiler de una máquina de limpieza de alfombras en el supermercado Countdown de Quay Street. Un perito de la Corona, el patólogo Simon Stables, declaró que en la autopsia del cadáver de Millane se habían encontrado hematomas propios de alguien que había sido sujetado y asfixiado. La concentración de alcohol en sangre de Millane tras la autopsia fue de 106 miligramos de alcohol por 100 mililitros de sangre, por encima del límite legal para conducir de 50 mg por 100 ml.
El equipo de la defensa, dirigido por Ian Brookie, argumentó que la muerte de Millane fue el resultado de una «desventura» sexual consentida entre Kempson y Millane. Alegaron que Millane estaba interesada en el bondage y el sadomasoquismo y había pedido a Kempson que la estrangulara durante un juego sexual consentido que salió mal. Tras la muerte de Millane, su madre, Gillian Millane, y su prima, Hannah O'Callaghan, fundaron la organización benéfica Love Grace para ayudar a las mujeres afectadas por la violencia doméstica. La organización recoge bolsos y los llena de artículos de aseo para las víctimas de malos tratos.
El juicio duró tres semanas. El jurado, compuesto por siete mujeres y cinco hombres, emitió un veredicto de culpabilidad el 22 de noviembre de 2019 tras deliberar durante cinco horas. El veredicto fue acogido con satisfacción por los padres de Millane, David (que posteriormente murió de cáncer en noviembre de 2020) y Gillian. Según los informes, varios miembros del jurado lloraron tras el veredicto. En Nueva Zelanda, el asesinato conlleva una sentencia obligatoria de cadena perpetua con un período mínimo de no libertad condicional de 10 años, excepto cuando dicha sentencia sería manifiestamente injusta (por ejemplo, asesinatos por piedad). Los jueces tienen discreción para ordenar un periodo de no libertad condicional más largo.
El 21 de febrero de 2020, Kempson fue condenado a cadena perpetua con un período mínimo de 17 años sin libertad condicional. El 18 de marzo, se informó de que Kempson recurriría su condena y sentencia ante el Tribunal de Apelación. La vista de apelación comenzó en Auckland el 6 de agosto.
El 18 de diciembre de 2020, el Tribunal de Apelación desestimó la apelación, aunque el Tribunal Supremo ordenó que se mantuviera la supresión del nombre hasta una nueva orden judicial. Ese mismo día, se informó de que los contribuyentes habían pagado más de 400 000 dólares neozelandeses en concepto de asistencia letrada de Kempson.
El 29 de junio de 2021, el Tribunal Supremo desestimó la solicitud de Kempson de recurrir el veredicto, agotando así las vías legales para anular su condena.

## En la cultura popular
El caso de Grace Millane fue el tema del galardonado libro Missing Persons, publicado en 2021 por el periodista neozelandés Steve Braunias. En diciembre de 2022, TVNZ estrenó una serie documental en dos partes sobre el caso de asesinato titulada Swipe, Match, Murder: The Disappearance of Grace Millane.
El 25 de abril de 2024, se estrenó en los cines neozelandeses un documental de 92 minutos sobre el caso de asesinato titulado The Lie. Estaba dirigido por la cineasta británica Helena Coan y pedía que se prohibiera la defensa consentida del sexo duro, de ahí el título. La película se estrenó en Netflix en septiembre de 2024, convirtiéndose en la película «número uno» del servicio de streaming en Nueva Zelanda.